# Горно Яболчище
Горно Яболчище (на македонска литературна норма: Горно Јаболчиште) е село в Северна Македония, част от община Чашка.

## География
Селото е разположено в областта Азот на 45 километра от град Велес, по южните склонове на планината Мокра.

## История
В XIX век Горно Яболчище е изцяло арнаутско село във Велешка кааза Османската империя. В „Етнография на вилаетите Адрианопол, Монастир и Салоника“, издадена в Константинопол в 1878 година и отразяваща статистиката на населението от 1873 г., Горно Яболчица (Yaboltchitza Gorno) е посочено като село с 40 домакинства и 112 жители помаци. Според статистиката на Васил Кънчов („Македония. Етнография и статистика“) в края на XIX век Горна Ябълчища има 350 жители, всички арнаути мохамедани.
През 1907 година сръбският войвода Василие Тръбич успява да спечели местните албанци и особено техния първенец Дурмиш ага да сътрудничат на сръбската въоръжена пропаганда в Македония.
След Междусъюзническата война в 1913 година селото попада в Сърбия.
На етническата си карта от 1927 година Леонард Шулце Йена показва Горно Яболчища (Grn.-Jabolčišta) като албанско село.